# AZITO (テレビ制作)
株式会社AZITO（アジト）は、大阪市に存在するテレビ番組の企画・制作を行う制作プロダクション。

## 所在地
- 大阪市北区黒崎町4-13 AZITOビル2F

## 所属スタッフ
- 井関猛親（イセキタケチカ[注釈 1]）- 代表/プロデューサー
- 砂野信 - 演出
- 上田信彦 - 放送作家
- さいとうわに - 構成作家
- 渡邊仁 - 構成作家
- 貝島純一 - 構成・ブレーン/リサーチャー
- 高原正浩 - アシスタント・ディレクター
- 岡本法子 - ブレーン
- 東浜孝次 - 制作
- 荻田和貴
- 佐々木彩
- 水橋知巴

## 制作

### テレビ番組

#### 現在
- そこまで言って委員会NP（読売テレビ）
- 探偵!ナイトスクープ（朝日放送）
- ごきげん!ブランニュ（朝日放送）
- あさパラ!（読売テレビ）
- 今ちゃんの「実は…」（朝日放送）
- 東西芸人いきなり!2人旅（朝日放送）

ほか

### 過去
- 発掘!あるある大事典（関西テレビ）[1]
- 週刊えみぃSHOW（読売テレビ）
- 喰いタン2（日本テレビ）
- がんばっていきまっしょい（関西テレビ）
- 私だってキレるわよ!（関西テレビ）
- 非婚家族（フジテレビ）
- 音の犯罪捜査官・響奈津子5（フジテレビ）
- 2時ワクッ!（関西テレビ）[1]
- 英五と南光～返せない贈り物（関西テレビ）
- 賢者の行進～宮崎哲弥・橋下徹・金村義明のそこまで遊んで委員会（読売テレビ）
- ムハハnoたかじん（関西テレビ）
- らーめん裁判～12人のシビアな店主たち（読売テレビ）
- やしきたかじんプロデュース（やっぱ、OSAKA）(テレビ大阪)
- フットボール刑事の芸人家宅捜査（ABC）
- みのもんたの明るいニッポン!未来はどっちだ!?（関西テレビ）
- ザ・プロフェッサーズ（関西テレビ）
- その男、副署長〜京都河原町署事件ファイル〜（テレビ朝日・東映）
- 主水之助七番勝負〜徳川風雲録外伝〜（テレビ東京・東映）
- たかじんTV非常事態宣言（読売テレビ）
- ウェークアップ!ぷらす（読売テレビ）
- 偉人変人たかじん（関西テレビ）
- 結成30年！劇団☆新感線を暴く！！（関西テレビ）
- 辛坊・宮根のワケあり!?ジャパン（読売テレビ）
- 土曜ワイド劇場 山村美紗サスペンス（テレビ朝日・東映）
- 新・おみやさん（テレビ朝日・東映）
- 桂ざこば芸能生活50周年記念番組～ヒロム、朝丸、そしてざこばへ～(読売テレビ)
- 科捜研の女（テレビ朝日・東映）
- SP警視庁警護課 4（テレビ朝日・東映）
- たかじんNOマネーBLACK（テレビ大阪）

### 映画
- 世紀末の晩鐘（日中国交正常化30周年記念作品、芸術総監：佐藤純彌　監督：黄健中）
- SUPPINぶるぅす ザ・ムービー（監督：今井雅之）
- ナニワ金融道 THE MOVIE（監督：茅根隆史）
- ガキンチョ★ROCK（監督：前田哲）
- 秋深き（監督：池田敏春）

### VP
- 松下電器ストリーミング実験番組「PAN☆TRIBE」
- 京都国道整備局「京の街道-鳥羽街道・西国街道-」
- 大阪市交通局「100周年記念ビデオ」
- 松本酒造VP
- 劇団白富士VP（演劇グラフ）
- 劇団近江飛龍VP（演劇グラフ）
- ASKKてんてんVP

### CF
- JR西日本「三都物語 2003春」
- NTT西日本「Bフレッツ」
- ダイハツ「NAKED」（モーターショー版）
- 宗家源吉兆庵CF
- ワンカルビCF
- オークワCF
- パルティスCF
- ルネ高槻CF

### 舞台・ライブ
- ランディーズソロライブ
- 「NTTブース」ビジネスショー
- 「ねんりんピック2000大阪」オープニング映像

### その他
- 総務省・関西電力「FTTHにおけるメディア戦略展開について」（報告書）
- NTTマーケティングアクト講演会

### 書籍
- 「くるダス」（アスコム）くるダス製作委員会として